# Lenk (Familienname)
Lenk ist ein deutscher Familienname.

## Namensträger
- Adolf Lenk (1903–1987), deutscher Gründer des Jugendbundes der NSDAP
- Anne Lenk (* 1978), deutsche Theaterregisseurin
- Annie Lenk (* 1976), deutsche Kostümbildnerin
- Anton Lenk (1890–1978), österreichischer Erfinder
- Arne Lenk (* 1979), deutscher Schauspieler
- Arno Lenk (1930–2017), deutscher Ingenieurwissenschaftler
- Barbara Lenk (* 1982), deutsche Politikerin (AfD), MdB, siehe Barbara Benkstein
- Brunhilde Lenk (1903–1983), österreichische Althistorikerin
- Christian Lenk (Philosoph) (1971–2022), deutscher Philosoph
- Christian Adolf Lenk (1801–1879), deutscher Geistlicher
- Eberhard Lenk (* 1951), deutscher Maler
- Elisabeth Lenk (1937–2022), deutsche Literaturwissenschaftlerin und Soziologin
- Fabian Lenk (* 1963), deutscher Schriftsteller
- Franz Lenk (1898–1968), deutscher Maler
- Friedemann Lenk (1929–2021), deutscher Bildhauer
- Georg Lenk (1888–1946/7), deutscher Politiker (NSDAP)
- Georg Lenk (Schnitzer) (1901–1977), deutscher Holzschnitzer
- Gottfried Lenk (1921–2004), deutscher Fußballspieler
- Hans Lenk (Geologe) (1863–1938), deutscher Geologe und Hochschullehrer
- Hans Lenk (Politiker) (1904–1944), deutscher Kreishauptmann im besetzten Polen zur Zeit des Zweiten Weltkriegs
- Hans Lenk (Philosoph) (1935–2024), deutscher Hochschullehrer für Philosophie und Olympiasieger im Rudern
- Ilona Lenk (* 1964), deutsche Malerin, Bühnen- und Kostümbildnerin
- Joachim Lenk (* 1962), deutscher Freier Journalist, Bildjournalist, und Autor
- Klaus Lenk (* 1940), deutscher Verwaltungswissenschaftler und Hochschullehrer
- Kurt Lenk (Fußballspieler) (1898–1952), deutscher Fußballtorhüter
- Kurt Lenk (1929–2022), deutscher Politologe
- Margarete Lenk (1841–1917), deutsche Schriftstellerin
- Maria Lenk (1915–2007), brasilianische Schwimmerin
- Max Lenk (1884–1940), Eisenbahner aus Henriettental (Pommern) im Widerstand gegen den Nationalsozialismus
- Miriam Lenk (* 1975), deutsche Bildhauerin
- Peter Lenk (* 1947), deutscher Bildhauer
- Robin Lenk (* 1984), deutscher Fußballspieler
- Rudolf Lenk (Rudolf Aister; 1886–1966), österreichischer Pädagoge
- Tassilo Lenk (* 1948), deutscher Politiker und Landrat des Vogtlandkreises
- Thomas Lenk (Bildhauer) (1933–2014), deutscher Bildhauer
- Thomas Lenk (* 1976), US-amerikanischer Schauspieler, siehe Tom Lenk
- Timur Lenk (1336–1405), Mongolen-Herrscher, siehe Timur
- Ulrich Lenk (1966–2015), deutscher Theaterschauspieler
- Wilhelm Lenk von Wolfsberg (1809–1894)
- Wolfgang Lenk (* 1966), deutscher Musiker und Musikproduzent